# چونار چار
چونار چار (به لاتین: Chunar Char) یک روستا در بنگلادش است که در استان باریسال و در ناحیه باریسال واقع شده است.